# Национално знаме на Малта
Националното знаме на Малта представлява правоъгълно платнище с две еднакви по размер вертикални цветни полета: бяло (от страната на носещата част) и червено. В горната част на бялото поле, отместен към носещата част, е изобразен кръстът на Джордж с червени контури. Отношението ширина към дължина е 2:3.
За граждански цели се използва различен флаг, представляващ червено платнище с бял контур, в центъра на което е изобразен Малтийски кръст.

## Дизайн
Националното знаме на Малта се състои от две еднакви отвесни цветни полета – бяло откъм носещата част и червено, и има правоъгълна форма с отношение ширина към дължина 2:3. В бялото поле е изобразен кръстът на Джордж с червени контури (кръстът е връчен на Малта от британския крал Джордж VI през 1942 г.). Описанието е записано в Конституцията на страната.

Чл. 3 (1) Държавното знаме на Малта се състои от две еднакви вертикални цветни ивици, бяла към носещата част и червена в свободната част.

(2) Кръстът на Джордж, с който е наградена Малта от Негово Величество крал Джордж VI на 15 април 1942 г., е изобразен с червен контур в бялото поле.

Цветовете на знамето на Малта са определени в публикация от офиса на министър-председателя на страната, като цветовете са според цветовата схема Pantone:
| Цвят | Официален цветови модел | RGB цветови модел | HEX цветови модел |
| ---- | ----------------------- | ----------------- | ----------------- |
|      | Pantone 186c            | (204, 0, 0)       | #CC0000           |
|      | —                       | (255, 255, 255)   | #ffffff           |
|      |                         | (0, 0, 0)         | #                 |
|      |                         | (0, 0, 0)         | #                 |
|      |                         | (0, 0, 0)         | #                 |
|      |                         | (0, 0, 0)         | #                 |

## История
Знамето на Малта е прието официално на 21 септември 1964 г. след обявяване на независимостта на страната. Преди това същото знаме, с единствената разлика, че Кръстът на Джордж е бил на син фон, се използва неофициално като знаме на Малта между 1943 и 1964 г.
Според легендата червеният и белият цвят са свързани с граф Рожер I, който акостира с флотата си в Малта през 1090 г. При пристигането си много от християните на острова се присъединяват към неговата армия в битките срещу арабите и за да се разпознават, Рожер откъсва парче от собствените си червено-бели знамена и им го дава. Най-вероятно това е само легенда, популяризирана през 19 век, но е факт, че червеният и белият цвят са традиционни за страната и присъстват още от средновековието в герба на Мдина – старата столица на Малта. Кръстът на Джордж е отличие, с което бил награден малтийският народ за проявената храброст по времето на Втората световна война от краля на Великобритания Джордж VI.
- Исторически знамена на Малта
- 19 век, протекторат на Великобритания
- 1875 – 1898 г., протекторат на Великобритания
- 1898 – 1923 г., протекторат на Великобритания
- 1923 – 1943 г., протекторат на Великобритания
- 1943 – 1964 г., протекторат на Великобритания
- 1943 – 1964 г., неофициално знаме на Малта[10]
- Знамето на назависимата република

## Употреба
Според обичая националното знаме на Малта се издига само от изгрев до залез слънце на сгради и пилони на открито. Въпреки това при специални случаи знамето може да остава вдигнато и през нощта, но трябва да бъде осветено. Националното знаме трябва да се издига бързо и да се спуска церемониално. То трябва да се развява близо до главната административна сграда на всяка публична институция през всички дни, когато времето позволява и особено по време на националните празници. Националното знаме трябва да се издига по време на учебни дни над или близо до всяка училищна сграда, както и над или близо до всяка избирателна секция в изборните дни.